# Ронда Роузі
Ро́нда Джин Ро́узі (англ. Ronda Jean Rousey, вимовляється Ра́узі [ˈraʊzi]; нар. 1 лютого 1987, Ріверсайд, Каліфорнія, США) — американська спортсменка; дзюдоїстка, греплерка, спеціалістка зі змішаних бойових мистецтв. Бронзова медалістка Олімпійських ігор (2008 рік), срібна медалістка чемпіонату світу (2007 рік), золота медалістка Панамериканських ігор (2007 рік) з дзюдо у середній ваговій категорії (до 70 кг). П'ятиразова чемпіонка США (2004—2008 роки) з дзюдо у напівсередній ваговій категорії (до 63 кг). Чемпіонка світу зі змішаних бойових мистецтв у легшій ваговій категорії за версіями Strikeforce (2012 рік) та UFC (з 2012 року).
Ронда Роузі — майстерка дзюдо (чорний пояс, 6-й дан). Вісім з дев'яти перемог Роузі у боях змішаного стилю здобуті у першому раунді, більша частина перемог здобута підкоренням у перші 60 секунд бою.

## Біографія
Молодша дочка ЕннМарі Де Марс, першої американки-чемпіонки світу з дзюдо (1984).

### Спортивна кар'єра
Протягом 2001—2010 років Роузі виступала у дзюдо. Вона є переможцем і призером різноманітних міжнародних змагань з дзюдо, найбільш значними з яких є: кубок світу з дзюдо, який Ронда виграла тричі поспіль у 2006—2008 роках, Панамериканський чемпіонат з дзюдо та Панамериканські ігри з дзюдо, де Роузі вигравала золоту медаль у 2004, 2005 та 2007 роках, а також чемпіонат світу з дзюдо (версія IJF), де Роузі посіла друге місце у 2007 році. У 2008 році Ронда Роузі представляла свою країну на Олімпійських іграх з дзюдо, де посіла третє місце, у чвертьфіналі поступившись Едіт Бос. Роузі стала першою американкою, нагородженою медаллю на олімпійських змаганнях з дзюдо.
У 2010 році перейшла до любительських змагань зі змішаних єдиноборств. У 2011 році дебютувала на професійному рівні. Протягом 2011—2012 років виступала у чемпіонаті Strikeforce, де здобула і захищала титул чемпіона світу. Серед переможених опонентів Роузі у згаданий період були дві колишні чемпіонки Strikeforce — Міша Тейт та Сара Кауфман.
Наприкінці 2012 року чемпіонат Strikeforce був поглинений чемпіонатом UFC. Ронда Роузі підписала угоду з UFC, де була нагороджена вакантним титулом чемпіона як остання чемпіонка поглинутої організації. Невдовзі по тому Роузі провела захист титулу проти Ліз Кармуш, здобувши сьому перемогу поспіль у першому раунді і сьому поспіль, здобуту шляхом заломлення ліктьового суглоба. Цей бій став першим жіночим змаганням в історії чемпіонату UFC.
Восени 2013 року Ронда Роузі була залучена до реаліті-шоу «Абсолютний боєць», де мала очолити одну з команд як тренер. Опозиційну команду повинна була тренувати непереможена Кет Зінґано, з якою у фіналі шоу для Роузі планувався поєдинок. Зінґано травмувалась, тому її місце на посаді тренера «Абсолютного бійця» зайняла Міша Тейт. Тренована Тейт команда перемогла у шоу в обох лігах: жіночій та чоловічій. У поєдинку тренерів, який одночасно мав титульний статус та характер реваншу, перемогла Роузі. Бій був відзначений преміями «Бій вечора» та «Підкорення вечора».
У лютому 2014 року Роузі утретє захистила титул чемпіонки світу, нокаутувавши ударом коліна в область печінки срібну олімпійську медалістку з вільної боротьби Сару МакМенн. Бій тривав 66 секунд, Роузі була нагороджена премією за видовищність.

## Особисте життя
Роузі має новозеландське, англійське та польське коріння. З 2008 по 2012 рік Ронда дотримувалася веганської дієти.
З 26 серпня 2017 року одружена з бійцем MMA Тревісом Брауном (Travis Browne). 27 вересня 2021 року пара оголосила про народження дочки Ла'акеа Макалапуаокаланіпо Браун (англ. La’akea Makalapuaokalanipō Browne).

## Статистика в змішаних бойових мистецтвах
Серед професіоналів
| Результат | Противник     | Спосіб                                          | Раунд | Час  | Дата              | Місце                         | Подія                             | Примітки |
| --------- | ------------- | ----------------------------------------------- | ----- | ---- | ----------------- | ----------------------------- | --------------------------------- | --- |
| Поразка   | Аманда Нуньєш | Технічний нокаут (удари рукою)                  | 1     | 0:48 | 30 грудня 2016    | Лас-Вегас, США                | «UFC 207»                         | Бій за титул чемпіонки у легшій ваговій категорії.                                                              |
| Поразка   | Голлі Голм    | Нокаут (удар ногою та руками)                   | 2     | 0:59 | 15 листопада 2015 | Мельбурн, Австралія           | «UFC 193»                         | Утратила титул чемпіонки у легшій ваговій категорії. Поєдинок здобув титул «Бій вечора».                        |
| Перемога  | Бет Коррея    | Нокаут (удар рукою)                             | 1     | 0:34 | 1 серпня 2015     | Ріо-де-Жанейро, Бразилія      | «UFC 190»                         | Захистила титул чемпіонки у легшій ваговій категорії. Нагороджена премією «Нокаут вечора».                      |
| Перемога  | Кет Зінгано   | Підкорення (больовий прийом на випрямлену руку) | 1     | 0:14 | 28 лютого 2015    | Лос-Анджелес, США             | «UFC 184»                         | Захистила титул чемпіонки у легшій ваговій категорії. Нагороджена премією «Нокаут вечора».                      |
| Перемога  | Алексіс Девіс | Нокаут (удари руками)                           | 1     | 0:16 | 5 липня 2014      | Лас-Вегас, США                | «UFC 175»                         | Захистила титул чемпіонки у легшій ваговій категорії. Нагороджена премією «Нокаут вечора».                      |
| Перемога  | Сара МакМенн  | Технічний нокаут (удар коліном)                 | 1     | 1:06 | 22 лютого 2014    | Лас-Вегас, США                | «UFC 170»                         | Захистила титул чемпіонки у легшій ваговій категорії. Нагороджена премією «Нокаут вечора».                      |
| Перемога  | Міша Тейт     | Підкорення (больовий прийом на руку)            | 3     | 0:58 | 28 грудня 2013    | Лас-Вегас, США                | «UFC 168»                         | Захистила титул чемпіонки у легшій ваговій категорії. Нагороджена преміями «Бій вечора» та «Підкорення вечора». |
| Перемога  | Ліз Кармуш    | Підкорення (больовий прийом на руку)            | 1     | 4:49 | 23 лютого 2013    | Анахайм, Каліфорнія, США      | «UFC 157»                         | Захистила титул чемпіонки у легшій ваговій категорії.                                                           |
| Перемога  | Сара Кауфман  | Підкорення (больовий прийом на руку)            | 1     | 0:54 | 8 серпня 2012     | Сан-Дієґо, Каліфорнія, США    | «Strikeforce: Rousey vs. Kaufman» | Захистила титул чемпіонки у легшій ваговій категорії.                                                           |
| Перемога  | Міша Тейт     | Підкорення (больовий прийом на руку)            | 1     | 4:27 | 3 березня 2012    | Колумбус, Огайо, США          | «Strikeforce: Tate vs. Rousey»    | Виграла титул чемпіонки у легшій ваговій категорії.                                                             |
| Перемога  | Джулія Бадд   | Підкорення (больовий прийом на руку)            | 1     | 0:39 | 18 листопада 2011 | Лас-Вегас, Невада, США        | «Strikeforce Challengers 20»      | |
| Перемога  | Сара Д'Алеліо | Технічне підкорення (больовий прийом на руку)   | 1     | 0:25 | 12 серпня 2011    | Лас-Вегас, Невада, США        | «Strikeforce Challengers 18»      | |
| Перемога  | Шармейн Твіт  | Підкорення (больовий прийом на руку)            | 1     | 0:49 | 17 червня 2011    | Калгарі, Альберта, Канада     | «HKFC: School of Hard Knocks 12»  | |
| Перемога  | Едіані Гоміс  | Підкорення (больовий прийом на руку)            | 1     | 0:25 | 27 березня 2011   | Лос-Анджелес, Каліфорнія, США | «King of the Cage: Turning Point» | |

Серед любителів
| Результат | Противник        | Спосіб                                        | Раунд | Час  | Дата              | Місце                    | Подія                                      | Примітки |
| --------- | ---------------- | --------------------------------------------- | ----- | ---- | ----------------- | ------------------------ | ------------------------------------------ | -------- |
| Перемога  | Тейлор Стретфорд | Технічне підкорення (больовий прийом на руку) | 1     | 0:24 | 7 січня 2011      | Лас-Вегас, Невада, США   | «TNU: Las Vegas vs. 10th Planet Riverside» |          |
| Перемога  | Отемн Річардсон  | Підкорення (больовий прийом на руку)          | 1     | 0:57 | 12 листопада 2010 | Лас-Вегас, Невада, США   | «TNU: Future Stars of MMA»                 |          |
| Перемога  | Айден Муньйос    | Підкорення (больовий прийом на руку)          | 1     | 0:23 | 6 серпня 2010     | Окснард, Каліфорнія, США | «Combat Fight League: Ground Zero»         |          |

## Фільмографія
| Рік  |   | Українська назва | Оригінальна назва | Роль                                           |
| ---- | - | ---------------- | ----------------- | ---------------------------------------------- |
| 2014 | ф | Нестримні 3      | The Expendables 3 | Луна                                           |
| 2015 | ф | Форсаж 7         | Furious 7         | Кара                                           |
| 2015 | ф | Антураж          | Entourage         | камео                                          |
| 2016 | с | П'яна історія    | Drunk History     | Ґаллус Маґ (епізод 4.05 Scoundrels)            |
| 2017 | с | Сліпа зона       | Blindspot         | Девон Пенберті (епізод 2.20 In Words, Drown I) |
| 2018 | ф | 22 милі          | Mile 22           | Сем Сноу                                       |
| 2019 | ф | Янголи Чарлі     | Charlie's Angels  | інструктор з бойових мистецтв                  |
| 2019 | с | 9-1-1            | 9-1-1             | Лена Боско (5 серій)                           |
| 2019 | с | Total Divas      | Total Divas       | у ролі самої себе (12 серій)                   |